# Град (Катраница)
Вижте пояснителната страница за други значения на Град.
Град (на гръцки: Γκρατ, Γκραντ) е средновековна крепост, разположена в планината Каракамен (Вермио) над кайлярското село Катраница (Пирги), Гърция.

## Описание
Крепостта е разположена на хълм североизточно от Катраница. В северното ѝ подножие минава едноименната река Град (Граматиковската река) в пролом между Град на юг и Курбан (835 m) на север. Има две кули, които пазят тесен проход от Егнатия Одос до Еордея и са служели като убежище за жителите. Втората крепостна линия са укрепленията при Кърмища (Месовуно), а третата при Учини (Комнино). Има площ от 500 декара.

## Идентификация
Археологът Томо Томоски идентифицира Град със средновековния град Соск.